# Castagnole Monferrato
Castagnole Monferrato är en ort och kommun i provinsen Asti i regionen Piemonte i Italien. Kommunen hade 1 189 invånare (2018).